# Devario aequipinnatus
Devario aequipinnatus és una espècie de peix cipriniforme de la família dels ciprínids que es troba des de l'Índia i Nepal fins a Indoxina.
Els mascles poden assolir els 15 cm de longitud total.